# Sicyos vargasii
Sicyos vargasii är en gurkväxtart som beskrevs av Paul Carpenter Standley och F. A. Barkley. Sicyos vargasii ingår i släktet hårgurkor, och familjen gurkväxter. Inga underarter finns listade i Catalogue of Life.